# Alfabetització en salut

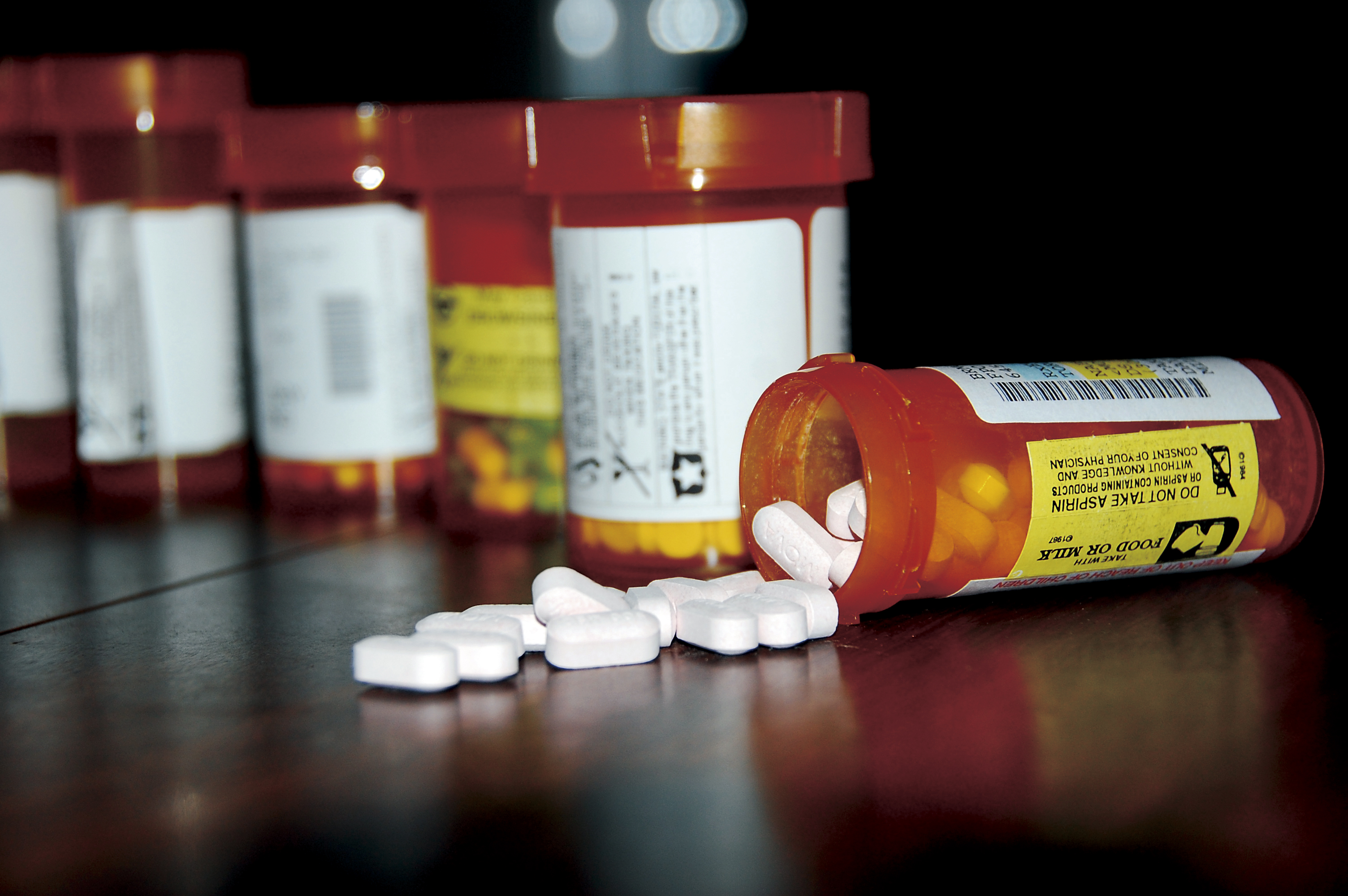
La capacitat de llegir i entendre les instruccions dels medicaments és una forma d'alfabetització en salut.

Segons l'Organització Mundial de la Salut, l'alfabetització en salut està constituïda per les habilitats cognitives i socials que determinen la motivació i la capacitat dels individus per accedir a la informació, entendre-la i utilitzar-la, per promoure i mantenir una bona salut. Engloba el conjunt d'habilitats individuals necessàries per entendre i utilitzar la informació quantitativa sobre la salut, incloses les habilitats bàsiques de càlcul, la capacitat d'utilitzar la informació en documents i en formats no textuals, com ara gràfics, i la capacitat de comunicar-se oralment.
L'alfabetització en salut suposa assolir un nivell de coneixements, habilitats personals i confiança que permeten adoptar mesures que milloren la salut personal i de la comunitat, mitjançant un canvi dels estils de vida i de les condicions personals de vida. D'aquesta manera, l'alfabetització per a la salut suposa una mica més que poder llegir un fulletó i demanar cites. Mitjançant l'accés de les persones a la informació sanitària, i la seva capacitat per utilitzar-la amb eficàcia, l'alfabetització per a la salut és crucial per a l'empoderament per a la salut. L'alfabetització en salut depèn dels nivells més generals d'alfabetització. Una baixa alfabetització general pot afectar la salut de les persones directament, ja que limita el seu desenvolupament personal, social i cultural, a més d'impedir el desenvolupament de l'alfabetització en salut.